# هاني روز
هاني روز هي ممثلة هندية، ولدت في 9 مايو 1991 في الهند.

## وصلات خارجية
- هاني روز على موقع IMDb (الإنجليزية)
- هاني روز على موقع قاعدة بيانات الفيلم (الإنجليزية)